# 塞尔河畔阿尔帕容
塞尔河畔阿尔帕容（法語：Arpajon-sur-Cère，法語發音：[aʁpaʒɔ̃ syʁ sɛʁ]）是法国康塔尔省的一个市镇，位于该省西南部，属于欧里亚克区。

## 地理
塞尔河畔阿尔帕容（44°54'14"N, 2°27'24"E）面积47.67 平方千米，位于法国奥弗涅-罗讷-阿尔卑斯大区康塔爾省，该省份为法国中南部省份，位于法國中央高原中心，北起科雷兹省、上盧瓦爾省和多姆山省，西接洛特省和科雷兹省，南至阿韦龙省和洛特省，东临上盧瓦爾省和洛泽尔省。
与塞尔河畔阿尔帕容接壤的市镇（或旧市镇、城区）包括：欧里亚克、日乌德马穆、拉布鲁斯、普吕内、罗阿讷圣马里、韦扎克、伊特拉克。

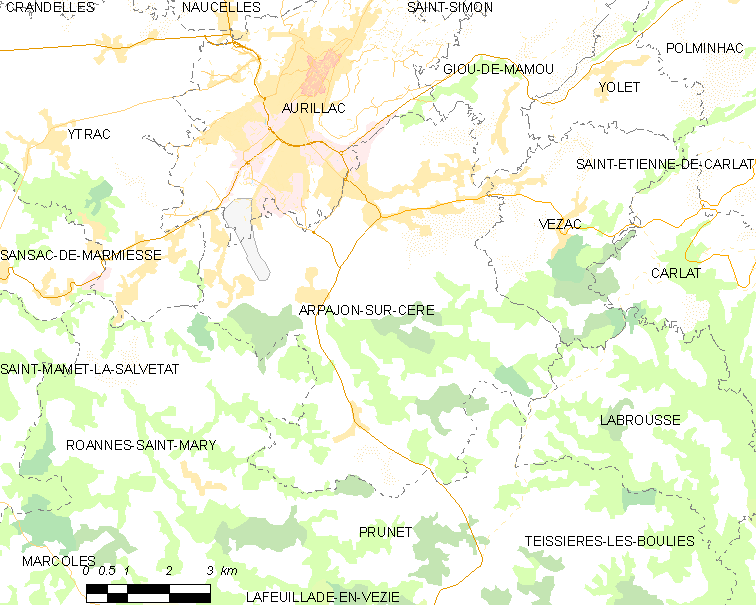
塞尔河畔阿尔帕容的OSM定位图

塞尔河畔阿尔帕容的时区为UTC+01:00、UTC+02:00（夏令时）。

## 行政
塞尔河畔阿尔帕容的邮政编码为15130，INSEE市镇编码为15012。

## 政治
塞尔河畔阿尔帕容所属的省级选区为塞尔河畔阿尔帕容县。

## 人口

1962-2008年间塞尔河畔阿尔帕容人口变化图示

塞尔河畔阿尔帕容于2022年1月1日时的人口数量为6363人。